# Ainsi soit je...
Ainsi soit je... è il secondo album di inediti della cantante pop francese Mylène Farmer, pubblicato nel 1988 dall'etichetta discografica Polydor.
L'album è composto da dieci tracce, sette delle quali scritte dalla stessa Mylène Farmer insieme a Laurent Boutonnat, che ne ha anche curato la produzione. Le restanti tre tracce sono una poesia di Charles Baudelaire, riadattata come brano musicale, una cover del brano Déshabillez-moi di Juliette Gréco e un brano strumentale, The Farmer's Conclusion.

## Promozione e successo
Per la promozione, dal disco sono stati estratti diversi singoli, primo fra tutti il brano Sans contrefaçon, che ha anticipato l'uscita dell'album. Come secondo singolo è stata pubblicata la ballata che ha dato il titolo all'intero disco, Ainsi soit je..., mentre come terzo singolo è stato scelto Pourvu qu'elles soient douces, pubblicato nel dicembre 1988, che ha mantenuto la vetta della classifica francese dei singoli per cinque settimane. Quarto e ultimo singolo tratto da questo album, Sans logique, è stato pubblicato nei primi mesi del 1989, in concomitanza con il tour promozionale del disco.
L'album ha riscosso un buon successo in Francia, raggiungendo la vetta della classifica degli album diverse settimane dopo la pubblicazione, vendendo oltre un milione e ottocentomila copie e venendo certificato disco di diamante. In Svizzera, l'album è stato certificato disco d'oro.

## Tracce
CD (Polydor 835 564-2 (PolyGram) / EAN 0042283556423)
1. L'horloge – 5:03 (Laurent Boutonnat, Charles Baudelaire)
2. Sans contrefaçon – 4:07 (Mylène Farmer, Laurent Boutonnat)
3. Allan – 4:46 (Mylène Farmer, Laurent Boutonnat)
4. Pourvu qu'elles soient douces – 4:52 (Mylène Farmer, Laurent Boutonnat)
5. Le ronde triste – 4:13 (Mylène Farmer, Laurent Boutonnat)
6. Ainsi soit je... – 6:18 (Mylène Farmer, Laurent Boutonnat)
7. Sans logique – 4:30 (Mylène Farmer, Laurent Boutonnat)
8. Jardin de Vienne – 5:17 (Mylène Farmer, Laurent Boutonnat)
9. Déshabillez-moi – 3:45 (Robert Nyel, Gaby Verlor)
10. The Farmer's Conclusion – 2:15 (Laurent Boutonnat)

Durata totale: 45:06

## Classifiche
| Classifica (1988) | Posizione raggiunta |
| ----------------- | ------------------- |
| Francia           | 1                   |
| Germania          | 47                  |